# Lachnodera rufojubata
Lachnodera rufojubata är en skalbaggsart som beskrevs av Leon Fairmaire 1884. Lachnodera rufojubata ingår i släktet Lachnodera och familjen Melolonthidae. Inga underarter finns listade i Catalogue of Life.